# Voivodato de Parnawa
El voivodato de Parnawa (en polaco: Województwo parnawskie) fue una división administrativa y gobierno local en el ducado de Livonia, parte de la Mancomunidad polaco-lituana, desde que se formó en 1598 hasta la conquista sueca de Livonia en la década de 1620. La sede del vaivoda era Parnawa (Pärnu).
El voivodato fue creado por el rey Segismundo III Vasa, y se basó en la presidencia de Parnawa, creada por el rey Esteban I Báthory en 1582, después de la paz de Jam Zapolski. Dejó de existir efectivamente en 1621, pero oficialmente, el voivodato de Parnawa existió hasta el tratado de Oliva (1660). Sus principales ciudades fueron: Parnawa, Felin, Wolmar, Karkus, Salis, Lemsal y Helme.
El título de vaivoda de Parnawa, así como otros títulos locales, permaneció en uso hasta las particiones de Polonia. Era uno de los llamados títulos ficticios (en polaco: urzad fikcyjny).

## Voivodas titulares
Los voivodas de Parnawa.
- 1. Ernst Magnus Dönhoff
- 2. Piotr Tryzna
- 3. Jan zawadzki
- 4. Gotardo Tyzenhaus
- 5. Henryk doenhoff